# Microsoft Office 4.0
Microsoft Office 4.0, 4.0 Microsoft Office System – wersja pakietu biurowego Microsoft Office, przygotowywana jako następca pakietu Microsoft Office 3.0. Następcą Office 4.0 jest Microsoft Office NT 4.2. Pakiet składa się z 16 dyskietek. W skład pakietu wchodzą Word 6.0, Excel 4.0, PowerPoint 3.0.